# Romance (pel·lícula de 1999)
Romance (comercialitzada també com Romance X) és una pel·lícula d'art i assaig francesa de 1999 escrita i dirigida per Catherine Breillat. És protagonitzada per Caroline Ducey, Rocco Siffredi, Sagamore Stévenin i François Berléand. La pel·lícula inclou escenes explícites de coit, especialment una que mostra el coït de Ducey amb Siffredi. Romance és una de les diverses pel·lícules d'art que inclouen sexe no simulat explícit, juntament amb The Brown Bunny (2003), 9 Songs (2004) i All About Anna (2005).

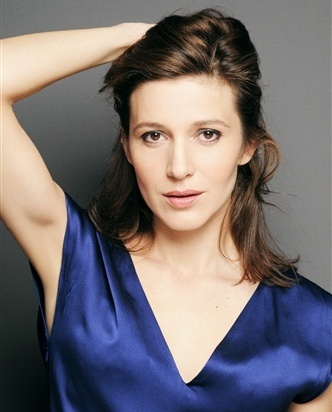
Caroline Ducey

## Argument
Marie, una mestra d'escola, té una relació romàntica amb Paul, però està decebuda pel seu relativament poc interès per l'activitat sexual. Un matí, la Marie va a un bar, on coneix a Paolo; després tenen relacions sexuals.

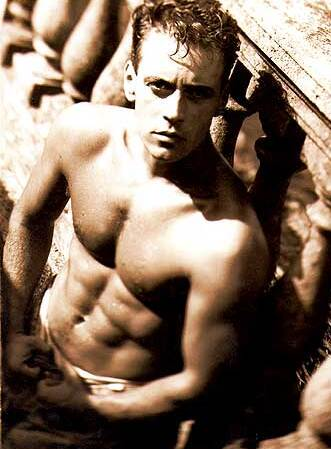
Rocco Siffredi

Un dia, Roberto, el director, porta la Marie a casa seva. Els dos comencen a participar en BDSM fins que Marie li demana que s'aturi, tot i que confessa haver imaginat com és estar lligat i implica que li agradava ser amordassada. De camí cap a casa, un home manté relacions sexuals per la força amb Marie a l'escala; marxa just quan torna Paul, però aquest no la veu.

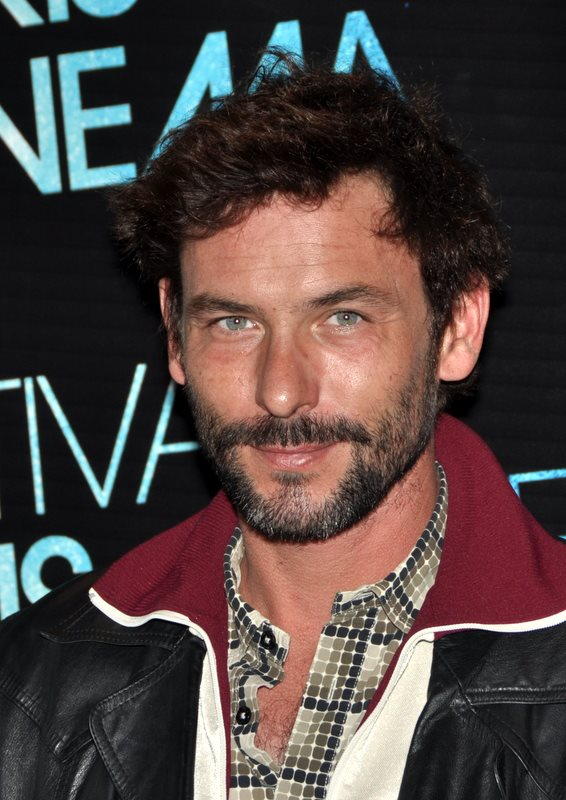
Sagamore Stévenin

En tornar a casa després d'una sessió amb Roberto, Paul demostra interès pel sexe i aconsegueix embarassar la Marie per accident. Després d'una revisió durant la qual el metge revela el sexe del nadó, la parella té relacions sexuals per primera vegada en mesos, però també per última vegada.
Després d'una nit infeliç a un bar, la Marie es desperta a punt d'entrar al part, però en Paul està fora. Frustrada, engega el gas i marxa, amb Roberto conduint-la a l'hospital. Ella dona a llum el nen amb èxit i, com era d'esperar, Paul mor a l'explosió de gas. Mentre el seu taüt està sent baixat a terra, Marie observa des de lluny, el nadó als braços.

## Repartiment
- Caroline Ducey com a Marie
- Sagamore Stévenin com a Paul
- François Berléand com a Robert
- Rocco Siffredi com a Paolo
- Ashley Wanninger com Ashley
- Emma Colberti com a Charlotte
- Fabien de Jomaron com a Claude

## Producció
La pel·lícula, encara que no pornogràfica, conté una sèrie d'actes sexuals no simulats. Així, Caroline Ducey es posa el penis de Sagamore Stévenin a la boca (fel·lació no completa) i el penis erecte de Rocco Siffredi entre les dues mans (masturbació). La veracitat de la penetració de Caroline Ducey de Rocco Siffredi també va ser qüestionada per Caroline Ducey, però confirmada per Rocco Siffredi. Els actes sexuals no simulats (penetracions, ejaculació) els realitzen actors pornogràfics en una escena.
En una entrevista a The Post, Catherine Breillat va semblar confirmar els rumors de sexe real al plató. "Un actor mai fingeix", va dir. "Al mateix temps, no sóc perversa. No imposo als meus actors o actrius més del que és absolutament necessari. Però no pretenc. No simulo. L'acord era que aniríem fins on havíem de fer-ho, fins on ho requeria la pel·lícula." Caroline Ducey va acceptar la part de Marie sabent que "anant fins al final' estava escrit al seu contracte. Pel que sembla, Ducey va començar la pel·lícula pensant que també seria una sortida de la relació sexual en què estava, però després va decidir, mentre es feia, que volia quedar-se amb el seu xicot. Al final, estava en un estat d'angoixa considerable.

## Difusió i classificacions
A Europa, Romance es va projectar als grans cinemes; als Estats Units, es va reduir a una classificació R, i la versió original europea no està classificada. Al Regne Unit, el BBFC va aprovar la pel·lícula sense tallar per als cinemes, tot i que a les estrenes casolanes van patir un breu tall d'una ejaculació. El març de 2004, la versió original es va emetre a la nit a la televisió pública alemanya. A Austràlia, la versió original de Romance es va emetre sense tallar a la cadena de televisió per cable World Movies. A la pel·lícula se li va negar inicialment la classificació a Austràlia, abans de rebre una R18+ en apel·lació. Va obrir el camí perquè el sexe real s'acomodés a la classificació R18+ a Austràlia.
Al Canadà, especialment a Alberta i a les Marítimes, la sexualitat es va considerar gratuïta per a la pel·lícula i se li va donar una Una classificació XXX en aquestes regions. El juny de 2008 , als Països Baixos, la versió original de Romance va ser emesa a la Nederlandse Publieke Omroep per VPRO com una d'una sèrie de Erotica de cinema d'art i assaig.

## Crítica
A l'agregador de ressenyes Rotten Tomatoes, la pel·lícula obté un 50 % d' opinions favorables per a 34 ressenyes. A Metacritic, va obtenir una nota mitjana del 49 % de 26 crítiques. A França, el lloc Allociné ofereix una puntuació mitjana de 3,2 sobre 5 basada en la interpretació de ressenyes de 18 títols de premsa.